# Provincia di Dak Lak
Dak Lak (vietnamita: Đắk Lắk) è una provincia del Vietnam, della regione di Tay Nguyen. Occupa una superficie di 13.125,4 km² e ha una popolazione di 1.869.332 abitanti. 
La capitale provinciale è Buôn Ma Thuột.

## Distretti

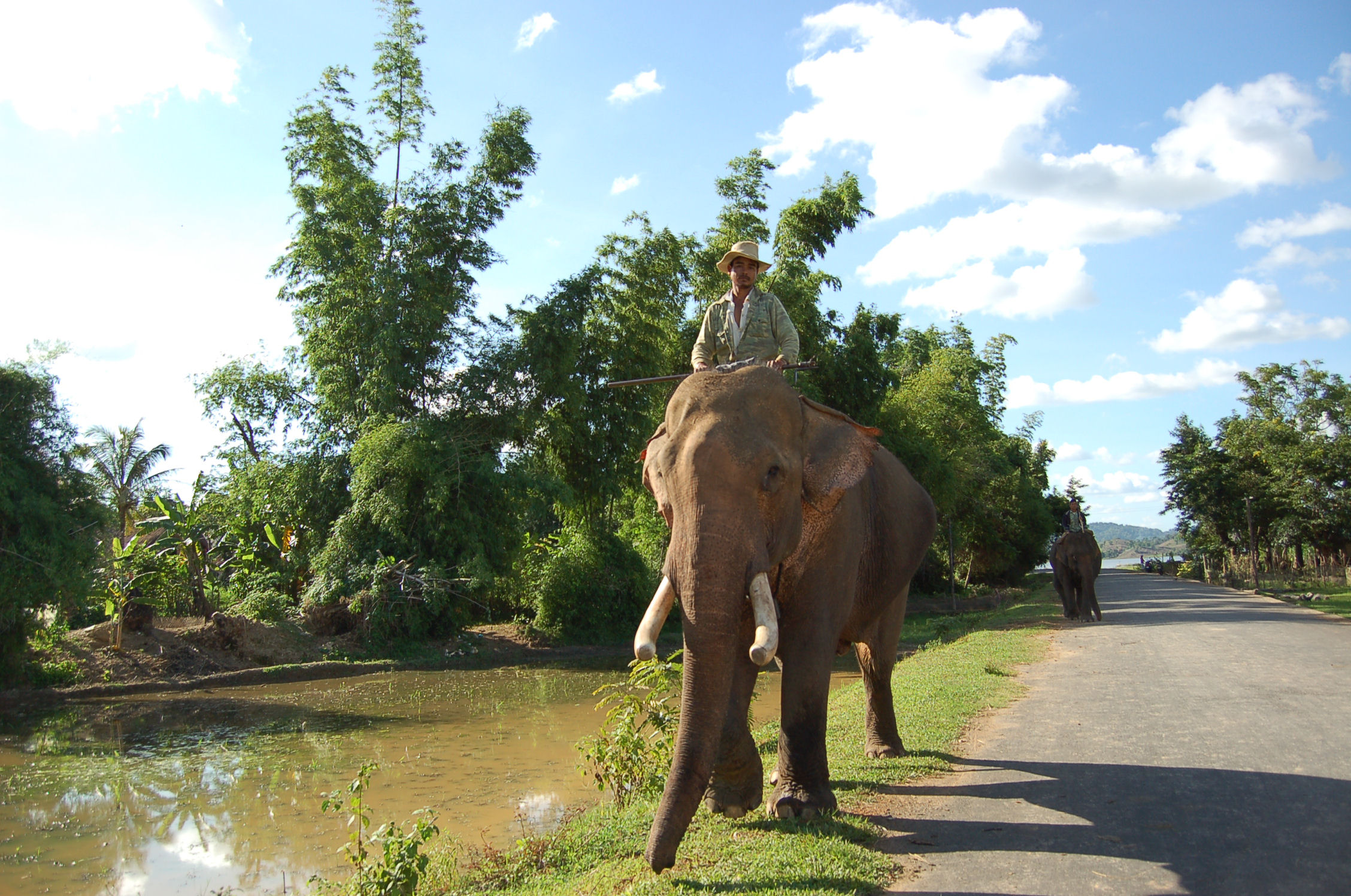
Elefanti sulle strade del Dak Lak

Di questa provincia fanno parte la municipalità autonoma di Buôn Ma Thuột, la città di Buôn Hồ e i distretti di:
- Buôn Đôn
- Cư Kuin
- Cư M'gar
- Ea H'leo
- Ea Kar
- Ea Súp
- Krông Ana
- Krông Bông
- Krông Buk
- Krông Năng
- Krông Pak
- Lắk
- M'Drăk